# Fissidens filicicola
Fissidens filicicola är en bladmossart som beskrevs av Jean Édouard Gabriel Narcisse Paris och Brotherus 1911. Fissidens filicicola ingår i släktet fickmossor, och familjen Fissidentaceae. Inga underarter finns listade i Catalogue of Life.